# Schoenobiblus
Schoenobiblus es un género botánico con once especies de plantas  pertenecientes a la familia Thymelaeaceae

## Especies seleccionadas
- Schoenobiblus amazonicus
- Schoenobiblus cannabinus
- Schoenobiblus coriaceus